# Gare de Richelieu
Gare de Richelieu vasútállomás Franciaországban, Richelieu településen.

## Vasútvonalak
Az állomást az alábbi vasútvonalak érintik:
- Ligré-Rivière–Richelieu-vasútvonal

## Kapcsolódó állomások
A vasútállomáshoz az alábbi állomások vannak a legközelebb: